# WDR-Neuron
WDR-Neurone (Wide-dynamic-range-Neurone) sind Neurone, die mit geringer Entladungsfrequenz auf nicht-noxische Reize (beispielsweise Druck) reagieren. Sie haben grundsätzlich einen afferenten Eingang nicht nur von Nozizeptoren, sondern auch von niederschwelligen Mechanorezeptoren. Es gibt Hinweise darauf, dass WDR-Neuronen auch an der Entstehung des Schmerzgedächtnisses beteiligt sind.